# Hans Hagemann
Hans Hagemann (* 18. Juli 1901 in Magdeburg; † 18. November 1948 im Speziallager Nr. 2 Buchenwald) war ein deutscher Kaufmann und Kommunalbeamter.

## Leben
Hagemann war Sohn des Magdeburger Oberbrandmeisters Adolf Hagemann. Er besuchte das Realgymnasium bis Obersekunda und machte ab Ostern 1917 eine dreieinhalbjährige kaufmännische Lehre. Im Wintersemester 1920/21 studierte er an der  Städtischen Gewerbe- und Handelshochschule Köthen. Zum Studium der Wirtschaftswissenschaft wechselte er an die neue Johann Wolfgang Goethe-Universität Frankfurt am Main. Er wurde 1922 Mitglied des Corps Palaio-Alsatia, das von Straßburg nach Frankfurt am Main gekommen war, und bewährte sich als Consenior. Im Februar 1923 bestand er in Frankfurt die Prüfung zum Diplom-Kaufmann. Er wurde am 23. Oktober 1923 inaktiviert und am 8. Juni 1925 philistriert. Am 20. Juli 1925 wurde er in Frankfurt zum Dr. rer. pol. promoviert. Im folgenden Herbst ging er zum Reichsschutzverband für Handel und Gewerbe in Neuhaldensleben. Im Sommer 1928 wechselte er zum Verband für den Fernen Osten in Berlin. Er wohnte in Berlin-Friedenau. Im Herbst 1930 ging er als Syndikus des Arbeitgeberverbandes nach  Köslin. Zum 1. Oktober 1931 trat er der NSDAP bei (Mitgliedsnummer 696.657) und wurde 1933 Amtsleiter beim Gauleiter Pommern in Stettin. Am 14. Januar 1936 wurde er Bürgermeister und Stadtkämmerer in  Liegnitz. In der Nachfolge von Ludwig Schneider war er von 1938 bis 1945 Oberbürgermeister von Waldenburg in der Provinz Niederschlesien. An Weihnachten 1945 wurde er von der sowjetischen Behörden festgenommen und starb drei Jahre später in einem Speziallager des NKWD. Seine Witwe Alice geb. Lüder wohnte in Magdeburg. Ein Sohn kam am 29. November 1931 zur Welt.